# Rosenbrauerei Pößneck
Die Rosenbrauerei Pößneck GmbH ist eine Bierbrauerei in Thüringen. Der Unternehmenssitz ist in Pößneck, der größten Stadt im Saale-Orla-Kreis. Die Brauerei befindet sich in Familienbesitz. 2015 wurden mit rund 40 Mitarbeitern 51.300 Hektoliter Bier und Biermischgetränke sowie 19.200 hl alkoholfreie Getränke produziert.

## Vorgeschichte zum Brauwesen in Pößneck
Einer Urkunde zufolge verfügten 1445 etwa 120 Bürger über eine Brauberechtigung, das heißt, sie schenkten ihr Selbstgebrautes daheim aus, bis das Gebräude zur Neige ging. Dieser Brauch hielt sich über vier Jahrhunderte bis 1850. Eine alte Stadtrechnung belegt, dass Pößnecker Bier damals bereits bis Weimar geliefert wurde. 1589 ließ der Pößnecker Stadtrat in der Krautgasse ein neues Brau- und Malzhaus errichten, in dem sich ein aus der Mönchsquelle im Unteren Hain gespeister Brunnen befand.
Aus dem Jahr 1656 datiert eine vom Thüringer Landgrafen Herzog Friedrich Wilhelm für Pößneck erlassene Brauordnung. Sie regelte nicht nur den gewerblichen Bierverkauf, sondern räumte der Stadt auch das Recht ein, in Notzeiten den sogenannten Bierpfennig zu erheben. Anfangs tilgte man damit vor allem Kriegsschulden, später kamen die Einnahmen auch dem Straßen- und Schulbau, dem Umbau der Stadtkirche und der Besoldung städtischer Beamter zugute. Besagte Brauordnung muss sich offenbar bewährt haben, denn 1657 erbat der Rat zu Gera eine Abschrift. Biertrinken war in der frühen Neuzeit eine recht preiswerte Angelegenheit. 1649 kostete die Maß drei Pfennige, 150 Jahre später war der Preis allerdings schon sechs Pfennige.

## Geschichte

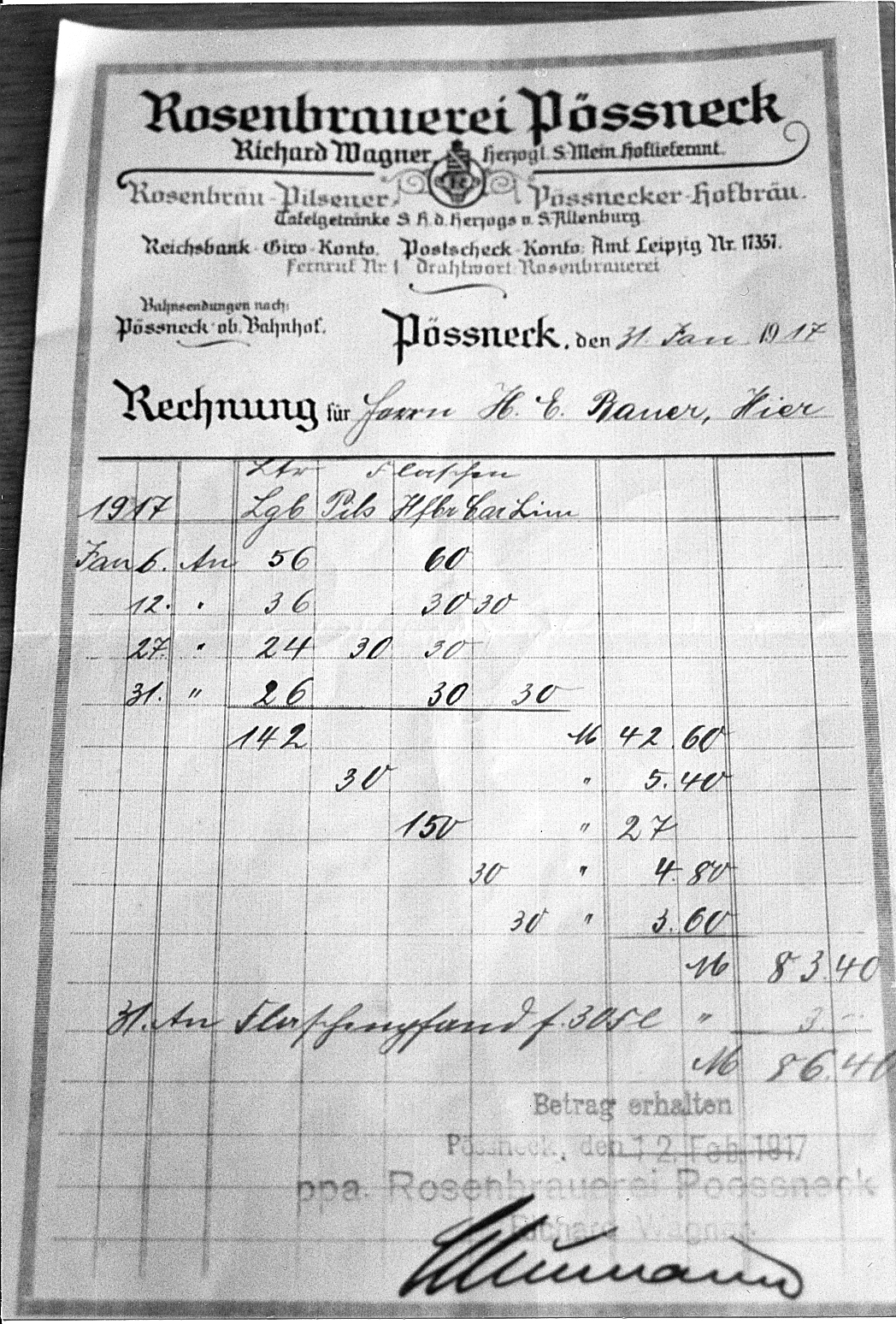
Rechnung von 1917, als Hoflieferant Herzogtum Sachsen-Meiningen

Mit Einführung der freien Konkurrenz im Brauwesen um 1850 konnte sich jeder Bürger um das Braurecht bewerben, und als 1863 die vollständige Gewerbefreiheit galt, führte dies 1866 zur Gründung der Brauerei und Mälzerei bei der Rosenmühle durch die Herren Albert, Schilling und Walter.
Nach mehreren Besitzerwechseln wurden 1883 Eduard Schaar und Richard Wagner Pächter der Brauerei. 1895 ging das Unternehmen in den alleinigen Besitz von Richard Wagner über.

„Zur Fa. Ed. Schaar in Pößneck ist auf Blatt 167 des Handelsregisters heute eingetragen worden, dass der Bauer Paul Schaar als Gesellschafter am 30. September d. J. ausgetragen ist und dass die Firma von dem seitherigen Gesellschafter Richard Wagner als nunmehrigen alleinigen Inhaber unverändert fortgeführt wird.“

Zeitungsdokumente belegen, dass der Name Rosenbrauerei vermutlich schon Anfang der 1890er Jahre entstand. Auch auf einer ganzseitigen Werbeanzeige in der Pößnecker Zeitung vom 3. Februar 1896 hieß es bereits Richard Wagner, Rosenbrauerei. Zur Jahrhundertwende erzeugte die Pößnecker Brauerei durchschnittlich 33.000 Hektoliter Bier.
1910 erweiterte Richard Wagner das Unternehmen durch die Integration der Bavariabrauerei; 1923 wurde schließlich noch die Bergschlößchenbrauerei in Köstitz übernommen. Auf dem „Höhepunkt“ der Inflation – ein Glas Bier kostete am 15. November 1923 52 Milliarden Reichsmark – übernahm Kurt Wagner als alleiniger Inhaber die Firma seines Vaters. Zu dieser Zeit begann der Bahnexport von Rosenbier in eine Reihe großer deutscher Städte, unter anderem nach Leipzig. 1928 erfolgte der Kauf einer Flaschenabfüllanlage und einer Fasswaschmaschine, im gleichen Jahr wurde der Lagerkeller tiefer gelegt und wenig später um 20 Zeppelintanks erweitert.

### Umwandlung zur GmbH

Etikett aus den 1930er Jahren

1930 wurde die Rosenbrauerei Pößneck Richard Wagner in eine GmbH umgewandelt. Im gleichen Jahr wurde mit dem Kühlschiffaufbau und dem Kontorumbau begonnen. Zwischen 1931 und 1934 wurden unter anderem eine Schlosserei errichtet, der Gärkeller umgebaut, die Flaschenreinigungsanlage in Betrieb genommen sowie der Fuhrpark erweitert und modernisiert. Darüber hinaus erfolgte der Neubau der Picherei sowie einer Schreinerei zur Faßherstellung und deren Reparatur.
1936 wurden die Flaschenkellerei und das technische Büro errichtet sowie der Schalander eingeweiht.
1938 wurde eine Brunnenbohrung bei Hütten, wegen des gestiegenen Bedarfs an Brauwasser, veranlasst. Am 5. Mai 1939 wurde mit der Förderung von natürlich reinem Wasser aus 110,5 Meter Tiefe begonnen. Ein Gutachten des Technisch-Wissenschaftlichen Institutes bestätigt wenige Tage später „das Wasser als ganz weiches Naturwasser, welches dem Brauwasser des Bürgerlichen Brauhauses zu Pilsen gleichwertig ist“.
Zwischen 1931 und 1941 folgte der Bau einer Malzschroterei, eines Sudhauses, eines Kessel- und eines Brunnenhauses. 1940 wurde eine Dampfmaschine mit gekoppeltem Drehstromgenerator installiert, der Hochdruckdampf wurde zur Stromerzeugung genutzt, den Abdampf zum Würzekochen. Der mittels Dampf erzeugte Strom wurde nicht nur für die Produktion verwendet, sondern teilweise ins öffentliche Netz eingespeist.
Trotz Rationierung der Rohstoffe und befohlener Einschränkung heimischer Gastronomie betrug der Bierausstoß der Rosenbrauerei in den Kriegsjahren 1943/44 über 51000 Hektoliter.
Im Juli 1945 übernahm Richard Wagner die Leitung des Betriebes, bestrebt, die Produktion auf Vorkriegsniveau zu bringen. Bereits in den Jahren 1948/49 war Richard Wagner zunächst ausgesperrt und später unter fadenscheinigen Gründen inhaftiert worden. Obwohl schließlich freigesprochen, wurde Richard Wagner Anfang 1950 erneut verfolgt, konnte jedoch in den Westen Deutschlands fliehen. Im März 1950 wurde die Rosenbrauerei zunächst treuhänderischer Verwaltung unterstellt und dann in Volkseigentum überführt.

### Umwandlung zum VEB
Am 7. Juni 1951 wurde die Rosenbrauerei unter Leitung des VVB Südwest Erfurt „Volkseigener Betrieb (VEB)“.
In den folgenden Jahren erfolgte die Erweiterung und Rekonstruktion einzelner Produktionsabschnitte, so wurden der Gärkeller und die Kälteaggregate erneuert, eine Kohlendioxid-Gewinnanlage und eine Flaschenabfüllanlage installiert. 1973 wurden 1,5 Millionen Mark in eine Wasserleitung investiert, die von dem 1940 erbauten Brunnenhaus in den Braubetrieb führte.
1961 wird die Rosenbrauerei zum Erzeugnisgruppenleitbetrieb der Brauereien des Bezirkes Gera »ernannt«, ab 1969 befand sich in Pößneck der Stammbetrieb des Getränkekombinates Gera. In den 1970er und 1980er Jahren wird der Jahresausstoß der Rosenbrauerei auf bis zu 115000 Hektoliter alkoholfreier Getränke erhöht. Neben „Rosen-Pils“, „Rosen-Vollbier“ und „Rosen-Bock“ zählen bei den alkoholfreien Getränken „Karena-Limonade“ und „Selterswasser“ zu den bekanntesten Produkten.
1974 wird die Brauerei Neustadt der Rosenbrauerei als Betriebsteil angegliedert. Mit der Verlegung des Kombinatssitzes 1987 nach Bad Köstritz fungierte die Pößnecker Rosenbrauerei als selbstständiger Kombinatsbetrieb. Bereits 1982 erfolgte die Festschreibung des Liefergebietes auf einen 45-km-Radius um Pößneck. Zeitweise stieg der Jahresausstoß beider Brauereien auf 160000 Hektoliter Bier und 62000 Hektoliter alkoholfreier Getränke. In den 1980er Jahren waren 165 Mitarbeiter in der Rosenbrauerei beschäftigt.

### Reprivatisierung

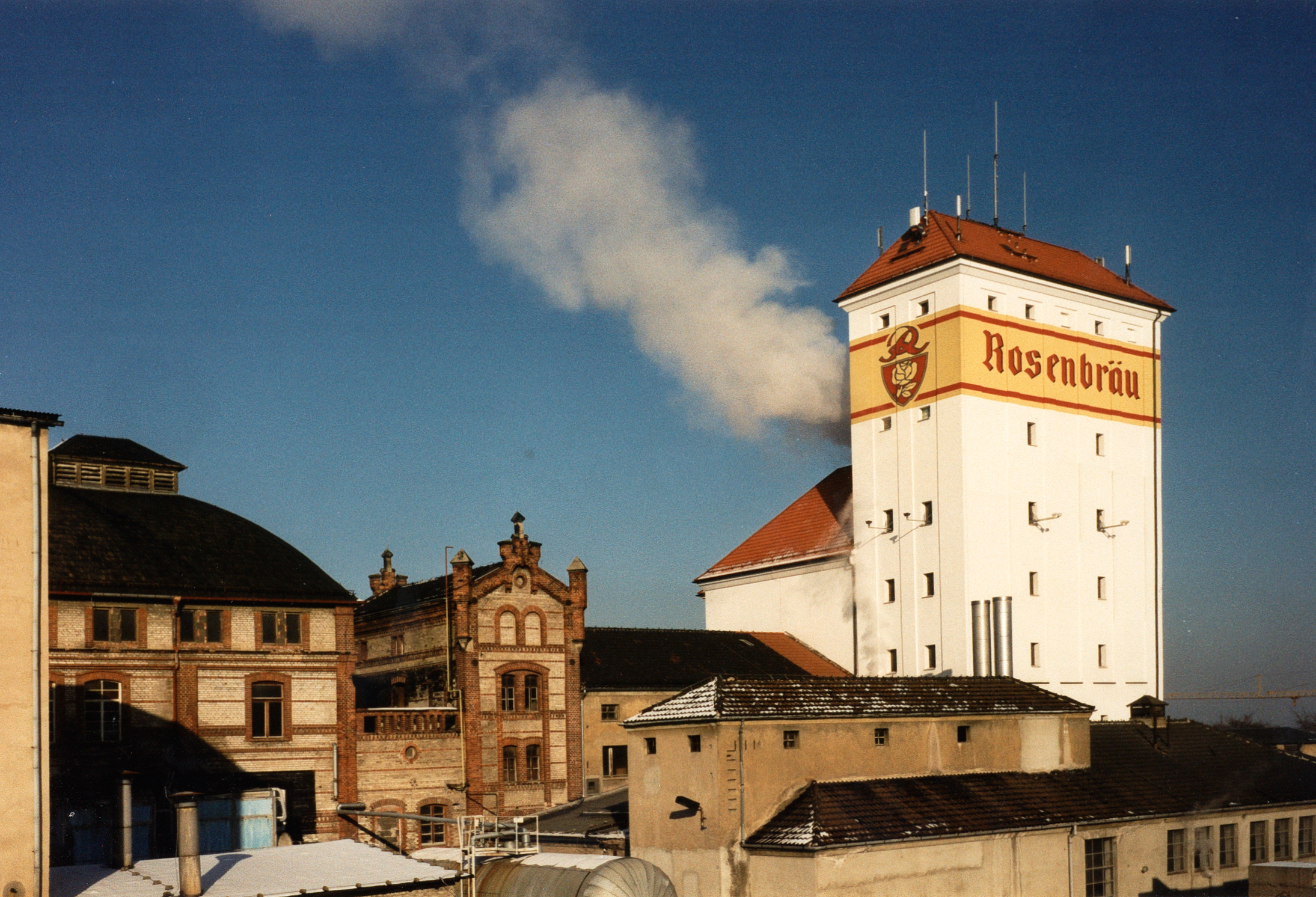
Das Brauereigelände der Rosenbrauerei in Pößneck im Jahr 1999

Nicolaus Wagner, Urenkel des Mitbegründers der Rosenbrauerei Pößneck, übernahm im Mai 1991 die Leitung der Rosenbrauerei vor Ort und setzte damit nach der Zwangsunterbrechung eine nunmehr 130-jährige Familientradition fort. Im gleichen Jahr revidierte ein Kassationsgericht das Urteil wegen angeblicher Wirtschaftsvergehen seines Vaters, wodurch der Weg zur Reprivatisierung möglich wurde.
Investitionen in zweistelliger Millionenhöhe waren für die Sanierung der Anlagen und die Modernisierung der Technik erforderlich. In den Jahren 1992/93 wurden zahlreiche Gebäude saniert und eine neue Filteranlage installiert. Das Sudhaus wurde komplett rekonstruiert, eine Flaschenabfüllanlage mit einer Stundenkapazität von 24.000 Flaschen in Betrieb genommen. Wenig später kam eine Fassabfüllanlage hinzu. Der ebenfalls neue Lagerkeller ist mit sechs Tanks mit je 1000 Hektoliter Fassungsvermögen bestückt.
Die Sanierung des Abwassernetzes in Verbindung mit einer Vorbehandlungsanlage leistete einen wesentlichen Beitrag zum Umweltschutz, 1991 bekam die Quelle das Prädikat eines natürlichen Mineralwassers verliehen. Die Brauerei braute 1993 rund 75.000 Hektoliter Bier und gehört damit zu den größeren in Thüringen. Im November erfolgte der offiziellen Anstich für die Schwarze Rose und somit eine Erweiterung der Getränkepalette der Rosenbrauerei.
Das Mineralwasser Thüringer Heidequell ist seit 1991 im Angebot. Auch für dieses Produkt wird das Wasser der brauereieigenen Quelle verwendet. Das sich durch seine Natriumarmut und Nitratfreiheit auszeichnende natürliche Mineralwasser eignet sich besonderes für die Herstellung hochwertiger alkoholfreier Getränke und für die Zubereitung von Säuglingsnahrung.
Im Jahr 1996 brachte die Rosenbrauerei den Black Tiger, das erste deutsche Schwarzbier-Radler, auf den Markt.
Am 3. Januar 2002 übernahm die Rosenbrauerei im Zuge einer Zwangsversteigerung die Brauerei Weimar-Ehringsdorf. Nach Investitionen in Höhe von 1,3 Millionen Euro wird seit 2003 an diesem Standort wieder gebraut. Nach 22 Jahren wurde im Frühjahr 2025 die Produktion von Ehringsdorfer aus wirtschaftlichen Gründen nach Pößneck verlagert.

### Brand am 20. November 2009
Durch einen technischen Defekt an einem Computer-Bildschirm kam es am 20. November 2009 um ca. 3 Uhr zu einem Brand in der Fertigwaren-Lagerhalle. Ein Rechner, sieben Fässer und ein Stück Förderband wurden dabei zerstört. Als größeres Problem stellten sich allerdings Ruß und Gestank heraus, der an der Abfülltechnik der benachbarten Halle und ca. 1400 Paletten fertiger Waren haftete.
Der Schaden wurde auf über eine Million Euro beziffert. Aufgrund der Rußanhaftungen mussten etwa 560.000 Flaschen Bier und 360.000 Flaschen mit nichtalkoholischen Erfrischungsgetränken vernichtet werden. Frisches Pößnecker Bier wurde für einige Zeit mit Tanklastern zum Bürgerlichen Brauhaus Saalfeld transportiert, um dort abgefüllt zu werden.
Während der Renovierungsarbeiten wurde in einem Hohlraum eine größere Archivmappe entdeckt, die unter anderem baugeschichtliche Unterlagen der Brauerei enthielt.

### Insolvenz im Februar 2025
Gestiegene Produktionskosten und rückläufiger Absatz machten der Brauerei finanziell zu schaffen. Am 21. Februar 2025 wurde deshalb Insolvenzantrag beim Amtsgericht Gera gestellt. Der Insolvenzverwalter will das Unternehmen sanieren. Während des Insolvenzverfahrens laufen Produktion und Vertrieb weiter. Löhne und Gehälter der Beschäftigten sind über das Insolvenzgeld vorübergehend gesichert.

## Auszeichnungen
- 1992/93 erhielt die Rosenbrauerei erstmals den DLG-Preis der Deutschen Landwirtschaftsgesellschaft sowie das CMA-Gütesiegel für Rosen Pils.
- 1995 werden Rosenpils und Schwarze Rose durch die Deutsche Landwirtschafts-Gesellschaft mit dem Großen Preis der DLG – gewürdigt.

## Produkte
Die Rosenbrauerei bietet verschiedene Biere und Mischgetränke unter der Marke Rose an. Außerdem stellt das verbundene Unternehmen Mineralbrunnengesellschaft Bartholomäusgrund verschiedene Mineralwässer und Erfrischungsgetränke als Thüringer Heidequell her.

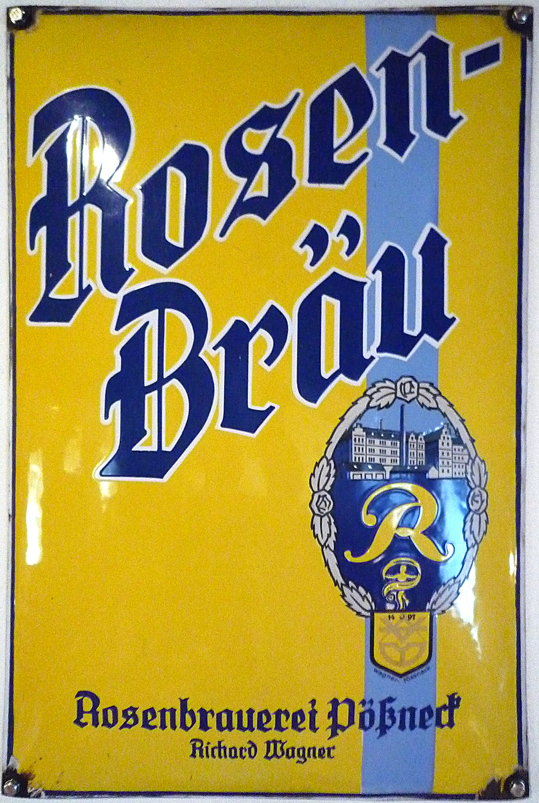
Werbeschild der Brauerei um 1900
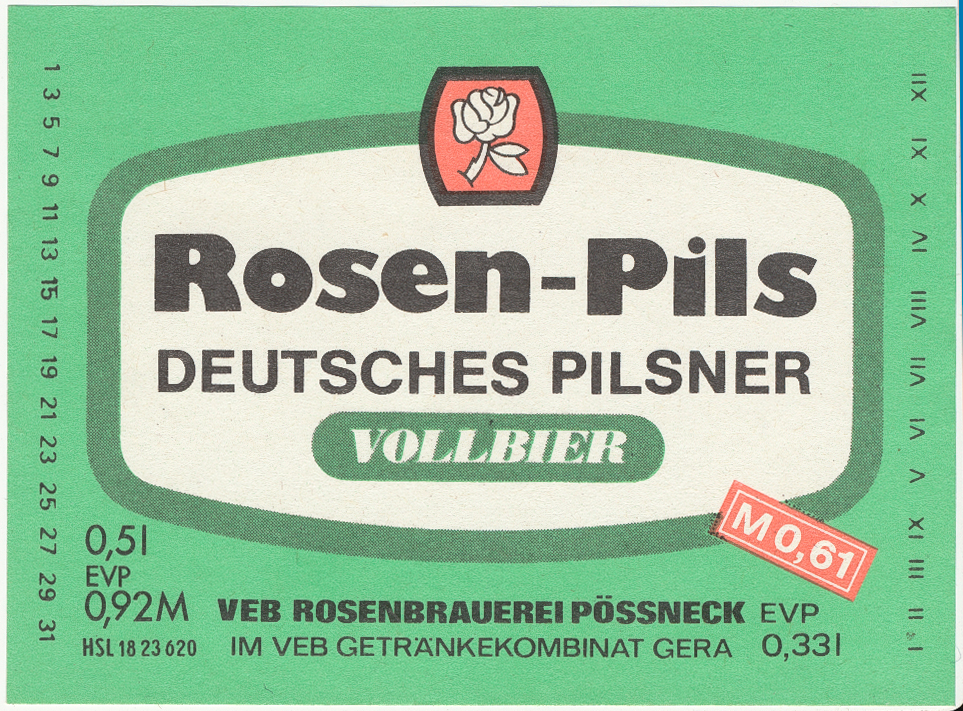
Etikett „Rosen-Pils“, Ende 1980er Jahre
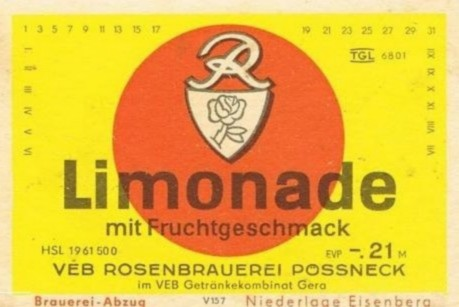
Limonaden-Etikett des VEB Rosenbrauerei

## Brauereimuseum
Am 10. August 2002 wurde in der Rosenbrauerei das Brauereimuseum eingeweiht. Zu sehen sind unter anderem historische Exponate des Brauwesen bis 1950, unter anderem eine Malzmühle aus dem Jahr 1936. Die Geschichte der traditionsreichen Unternehmersfamilie ist in Form von Bildern und einem Stammbaum dargestellt. Des Weiteren sind Flaschen, Gläser, Etiketten, Bierdeckel und andere Ausstellungsstücke, die die damaligen Pößnecker Brauereien betreffen, zu betrachten.

Das Brauereimuseum der Rosenbrauerei
Verschiedene Ausstellungsstücke
Historische Exponate